# Iwuy
Iwuy település Franciaországban, Nord megyében. Lakosainak száma 3335 fő (2022. január 1.). Iwuy Hordain, Thun-l’Évêque, Thun-Saint-Martin, Villers-en-Cauchies, Avesnes-le-Sec, Estrun, Naves és Rieux-en-Cambrésis községekkel határos.

## Népesség
A település népességének változása:
| Lakosok száma | 3270 | 3317 | 3366 | 3348 | 3359 | 3371 | 3358 | 3343 | 3335 |
|               | 2013 | 2015 | 2016 | 2017 | 2018 | 2019 | 2020 | 2021 | 2022 |